# 4809 Robertball
A 4809 Robertball (ideiglenes jelöléssel 1928 RB) a Naprendszer kisbolygóövében található aszteroida. Max Wolf fedezte fel 1928. szeptember 5-én.